# Голицын, Дмитрий Михайлович (1665)
Князь Дмитрий Михайлович Голицын (3 [13] июля 1665, Москва — 14 [25] апреля 1737, Шлиссельбург) — русский государственный деятель, сподвижник Петра I, действительный тайный советник, после смерти Петра I — член Верховного тайного совета.
После смерти императора Петра II стал одним из лидеров Верховного тайного совета и вдохновителем первой попытки установления в России конституционной монархии.
Составитель «Кондиций», призванных ограничить самодержавную власть императрицы Анны Иоанновны.

## Биография
Сын стольника Михаила Андреевича Голицына и Прасковьи Никитичны, урождённой Кафтырёвой. Старший брат Михаила Старшего, Петра и Михаила Младшего Голицыных.

### При Петре I
В 1686 году стал комнатным стольником царя Петра Алексеевича. В 1694—1697 годы служил в Преображенском полку в звании капитана, участвовал в Азовских походах.
В 1701—1704 годы был послом в Константинополе и был заключён в Семибашенную крепость.
В январе 1707 года возглавил Белгородский разряд, которому также подчинили русский гарнизон в Киеве, при этом Д. М. Голицыну приказано именоваться воеводой Киевским. Основной заботой Д. М. Голицына в ожидании шведского нападения на Россию стала модернизация имевшихся крепостей с русскими гарнизонами в Киеве, Переяславле, Чернигове и Нежине.
С 1711 года являлся Киевским губернатором. Отражал набеги на Правобережье крымских татар при поддержке сторонников Орлика в начале Русско-турецкой войны (1710—1713).
С 1718 года — глава Камер-коллегии и член Сената, заведовал финансовыми вопросами. Пользовался большим доверием Петра I, который часто обращался к нему с разными просьбами (например, о переводе тех или иных книг), был, по свидетельству современников, честным и неподкупным.
Тем не менее, в 1723 году Голицын был арестован по делу П. П. Шафирова, однако помилован по ходатайству императрицы.

### При Екатерине I и Петре II
После смерти Петра I Голицын поддерживал партию сторонников правления его внука Петра II Алексеевича, однако согласился на воцарение Екатерины I в обмен на место в Верховном тайном совете. В 1726 году участвовал в переговорах о заключении русско-австрийского союза. 1 января 1727 года получил от императрицы орден Святого Андрея Первозванного и орден Святого Александра Невского.
Император Пётр II назначил князя главой Коммерц-коллегии. Д. М. Голицын отменил ряд государственных монополий и снизил таможенные тарифы. Тогда же ввёл в Верховный тайный совет своего брата Михаила, ставшего главой Военной коллегии.

### Воцарение Анны Иоанновны
В 1730 году Д. М. Голицын предложил пригласить на престол курляндскую герцогиню Анну Иоанновну.
Анна слыла женщиною очень умною, отличалась серьёзностию поведения, величественною, царственною наружностию; приезжая в Петербург и в Москву из Митавы, всегда с просьбами о помощи, о поддержке, она старалась заискать расположение всех и потому оставляла после себя приятное воспоминание.
Голицын убедил членов тайного Совета в необходимости навсегда ограничить самодержавное правление в России. С целью реализации замысла, 19 января 1730 г. Верховный тайный Совет направил новоизбранной императрице письмо с документом конституционного содержания — Кондициями, который должна была подписать Анна. 28 января 1730 г. в Митаве Анна Иоанновна подписала Кондиции с припиской : «По сему обещаю все без всякого изъятия содержать».
Историк С. М. Соловьев в своих исследованиях так описал мотив, побудивший князя Голицына Д. М. к идее ограничения самодержавной власти. Голицын Д. М. — гордый, умный, представитель знатной династии не имел при самодержавном правлении возможности влиять на принятие государственных решений, так как люди «худородные», «фавориты», умеющие угождать источнику власти, постоянно «оттесняли» его. Голицын Д. М. к «фавору» «не чувствовал никакой способности». Он понимал, что возведя императрицу на трон,
 сначала будут благодарны, сначала поласкают человека, неспособного быть фаворитом, а потом какой-нибудь сын конюха, русского или курляндского, через фавор оттеснит первого вельможу на задний план. Вельможество самостоятельного значения не имеет; при самодержавном государе значение человека зависит от степени приближения к нему. Надобно же покончить с этим, надобно дать вельможеству самостоятельное значение, при котором оно могло бы не обращать внимания на фаворитов — С.М. Соловьев. История России с древнейших времен, Москва: Издательство «Э», 2017. -1024 с., стр. 653
Историк В. О. Ключевский в своих исследованиях писал, что Голицын выработал и обсудил с Верховным тайным советом план настоящей конституции. По этому плану императрица могла распоряжаться только своим двором. Верховная власть переходила к Верховному тайному совету в составе 10 или 12 членов из знатнейших фамилий; в этом Совете императрице отводилось только два голоса. Под Советом предполагалось действие трех учреждений:
- Сената из 36 членов, предварительно обсуждающий все дела, решаемые Советом;
- Шляхетской камеры (палаты) из 200 членов по выбору шляхетства охраняет права сословия от посягательств со стороны Верховного тайного совета;
- Палаты городских представителей, которая заведует торговыми и промышленными делами и оберегает интересы простого народа.

В итоге: «императрица — царствует, а знатнейшие фамилии управляют». И в то же время:
 шляхетские представители наравне с купеческими обороняются и обороняют народ от этого правления. — В.О. Ключевский. Курс русской истории, лекция LXXI
Однако, через несколько дней после коронации Анна Иоанновна нарушила принятые на себя обязательства и 25 февраля 1730 г. разорвала, ранее подписанный документ — Кондиции. В свою очередь, члены Верховного тайного Совета не смогли выполнить последний пункт Кондиций «а буде чего по сему обещанию не исполню, то лишена буду короны российской» и лишить Анну Иоанновну короны .
Несмотря на то, что Голицын возглавлял «конституционную» партию, после упразднения Верховного тайного совета он, в отличие от Долгоруких, не был сослан. Возможно, сыграло роль то, что инициатива призвания Анны Иоанновны на престол исходила от него. Сохраняя звание сенатора, он жил в подмосковном имении Архангельском, где собрал богатейшую коллекцию (около 6 тысяч томов) европейской литературы.
Вскоре, однако, репрессии коснулись его зятя, за поддержку которого семидесятилетний князь в 1736 году был арестован, обвинён в подготовке заговора и брошен в Шлиссельбургскую крепость, где вскоре умер (возможно, насильственной смертью) — в апреле 1737 года (принято считать днём кончины 14 апреля, но на месте погребения в Шлиссельбурге, «у приписной к собору Никольской церкви» надпись: «месяца апреля 10-го дня, на 74 году»).

## Семья
С 1684 года был женат на княжне Анне Яковлевне (ум. 1750), дочери князя Якова Никитича Одоевского.
Дети:
- Сергей (1696—1738) — губернатор Казани, дипломат;
- Алексей (1697—1768) — сенатор, пострадал вместе с отцом по делу о разделе наследства Кантемиров;
- Анастасия (1698—1747) — с 1724 года супруга светлейшего князя Константина Кантемира (1703—1747), сына молдавского господаря Дмитрия Кантемира. Брак бездетный.

## Отзывы современников
В своих записках испанский посол герцог Лирийский рассказывает о нём:

Князь Дмитрий Голицын, министр Верховного совета, был одним из числа тех стариков, которые, покачивая головою, всегда говорили: «К чему все сии затеи? Разве мы не можем жить так, как живали наши отцы и деды, которые не пускали к себе иноземцев!» Впрочем, он был человек сведущий, но чрезвычайно злой, несносно тщеславен и до невероятности горд.

## Историческое значение
Дмитрия Михайловича Голицына можно считать первым в истории не только России, но и большинства существовавших в ту пору государств (кроме Англии) автором конституционной реформы, а Кондиции — едва ли не первой в истории писаной Конституцией, ограничивавшей власть монарха (в Великобритании такого писаного документа нет до сих пор).

## Киновоплощения
- Владлен Давыдов — сериал «Тайны дворцовых переворотов». Фильмы 1,5,6, 2000-2003 гг.
- Алексей Петренко — сериал «Тайны дворцовых переворотов. Фильм 7. Виват Анна Иоанновна», 2008 год.
- Евгений Александров — сериал «Собор», 2021 год.